# چیز واقعی (آلبوم فیث نو مور)
چیز واقعی (به انگلیسی: The Real Thing) سومین آلبوم استودیویی گروه راک فیث نو مور است. این آلبوم در ۲۰ ژوئن ۱۹۸۹ با برچسب اسلش و رپریز رکوردز منتشر شد.
این اولین ضبط عمدهٔ فیث نو مور پس از جدایی چاک ماسلی (خواننده) و آمدن مایک پاتن به‌جای او بود. پاتن پیش از پیوستن به فیث نو مور خوانندهٔ گروه اکسپریمنتال راک مستر بانگل بود. موسیقی این آلبوم آمیزه‌ای از سبک‌های مختلف همچون ترش متال، فانک، هیپ‌هاپ، پراگرسیو راک، سینث‌پاپ و هارد راک همراه با چیزی است که از آن با عنوان حس شوخ‌طبعی تلخ یاد شده‌است.

## فهرست قطعه‌های آلبوم
| شماره | نام ترانه                        | زمان |
| ----- | -------------------------------- | ---- |
| ۱     | «از بیرون ناکجاآباد»             | ۳:۲۲ |
| ۲     | «حماسه»                          | ۴:۵۳ |
| ۳     | «تکه‌تکه شدن»                     | ۵:۱۵ |
| ۴     | «سورپرایز! تو مُرده‌ای»            | ۲:۲۷ |
| ۵     | «زامبی‌خوارها»                    | ۵:۵۸ |
| ۶     | «چیز واقعی»                      | ۸:۱۳ |
| ۷     | «عشق زیرآبی»                     | ۳:۵۱ |
| ۸     | «صبح روز بعد»                    | ۳:۴۳ |
| ۹     | «وودپکری از مارس» (اینسترومنتال) | ۵:۴۰ |
| ۱۰    | «خوک‌های جنگی»                    | ۷:۴۵ |
| ۱۱    | «لبهٔ دنیا»                       | ۴:۱۰ |

## بازخورد
| بررسی انتقادی              | بررسی انتقادی |
| منبع                       | رتبه‌بندی      |
| -------------------------- | ------------- |
| آل‌میوزیک                   | [ ۱ ]         |
| شیکاگو تریبون              | [ ۲ ]         |
| دایرکتوری هوی متال کرانگ!  | 5/5           |
| انترتینمنت ویکلی           | A             |
| کرانگ!                     | 4/5           |
| ان‌ام‌ئی                     | 4/10          |
| پیچفورک                    | 7.6/10        |
| Q                          | [ ۸ ]         |
| راهنمای آلبوم رولینگ استون | [ ۹ ]         |
| ویلج ویس                   | B−            |

چیز واقعی یکی از موفق‌ترین آلبوم‌های فیث نو مور تا به امروز بوده‌است و در حال حاضر توسط طرفداران و منتقدان به عنوان یک آلبوم متال کلاسیک در نظر گرفته می‌شود. گرچه چیز واقعی در اواسط سال ۱۹۸۹ منتشر شد، اما تا فوریهٔ ۱۹۹۰ و انتشار تک‌آهنگ «حماسه» وارد بیلبورد ۲۰۰ نشد. آلبوم سرانجام در اکتبر ۱۹۹۰ به رتبه یازدهم جدول رسید، که پس از انتشار مجدد «حماسه» و تقریباً یک سال و نیم پس از انتشار اولیهٔ آلبوم بود. چیز واقعی در نهایت در ایالات متحده و کانادا گواهی پلاتین و در بریتانیا گواهی نقره دریافت کرد.

## موقعیت در چارت‌های موسیقی
| چارت (۱۹۸۹–۱۹۹۰)                      | بالاترین جایگاه |
| ------------------------------------- | --------------- |
| آلبوم‌های استرالیایی (ای‌آرآی‌ای)        | ۲               |
| آلبوم‌ها/سی‌دی‌های برتر کانادا (آرپی‌ام)  | ۱۰              |
| آلبوم‌های هلندی (جدول‌های هلند)         | ۵۶              |
| آلبوم‌های آلمانی (۱۰۰ آلبوم برتر رسمی) | ۳۷              |
| آلبوم‌های نیوزیلندی (آرام‌ان‌زد)         | ۳               |
| آلبوم‌های سوئدی (برترین‌های سوئد)       | ۳۸              |
| آلبوم‌های بریتانیا (شرکت جدول‌های رسمی) | ۳۰              |
| بیلبورد ۲۰۰ ایالات متحده              | ۱۱              |

| چارت (۱۹۹۰)                    | جایگاه |
| ------------------------------ | ------ |
| آلبوم‌های استرالیایی (ای‌آرآی‌ای) | ۳۷     |
| آلبوم‌های نیوزیلند (آراِم‌اِن‌زد)   | ۱۹     |
| بیلبورد ۲۰۰ ایالات متحده       | ۴۱     |

## گواهی‌های فروش
| منطقه                             | گواهی    | واحد گواهی‌شده/فروش |
| --------------------------------- | -------- | ------------------ |
| استرالیا (آی‌اف‌پی‌آی استرالیا)      | Platinum | ۷۰٬۰۰۰^            |
| بریتانیا (بی‌پی‌آی)                 | Gold     | ۱۰۰٬۰۰۰^           |
| ایالات متحده (آرآی‌ای‌ای)           | Platinum | ۱٬۰۰۰٬۰۰۰^         |
| ^ رقم توزیع تنها بر پایهٔ گواهی‌ها. |          |                    |